# Santa Paolina
Santa Paolina – miejscowość i gmina we Włoszech, w regionie Kampania, w prowincji Avellino.
Według danych na 1 stycznia 2022 roku gminę zamieszkiwało 1166 osób (568 mężczyzn i 598 kobiet).